# Bradysia trivialis
Bradysia trivialis là một ruồi trong họ Sciaridae, thuộc chi Bradysia. Loài này được Johannsen miêu tả khoa học đầu tiên năm 1912.